# Râul Chiulicea
Râul Chiulicea este un curs de apă, afluent al râului Chiua. 